# Kanalbroen i Moss
Kanalbrua i Moss er en vejbro som forbinder øen Jeløya og fastlandsdelen af Moss kommune og Moss by. Den lave bro var først en skydebro, som i 1888 blev erstattet af en dobbelt svingbro, og af en klapbro i 1957. Broen er nå svejset og er ikke til at åbne.

## Kanalen
Kanalen i Moss blev lavet for at blandt andet trælastskuder skulle slippe for at  sejle rundt om hele Jeløy for at komme til havne som lå i Mossesundet. Kanalen blev først foreslået gravet af kong Christian 4., som i 1605 udtalte at det ville være en fordel med en kanal som giver en sammenhængende sejlrute mellem Værla og Sundet. De første planer som ikke blev iværksat, kom i 1647. Nye planer kom i 1704 efter kong Fredrik 4. havde sejlet i området, men arbejdet startede først den 7. august 1812. 
På grund af pengemangel stoppede arbejdet i 1814. Først i 1851 blev udgravningen startet igen. Åbningen af kanalen var den 6. november 1855. Kanalen blev starten på en af de vigtigste udviklingsperioder for Moss. Fem, seks tusind både passerede gennem kanalen hvert år, og efter få år blev der bygget toldbod. Ved forrige århundredskifte var begge sider af kanalen anlagt som park og var et populært promenadestrøg hvor byens befolkning spadserede og lyttede til parkkoncerterne.
- «Bastø II» passerer åben kanalbro sommeren 1902. Båden tilhørte Moss-Horten Dampskibsselskab i Moss og gik i rute Moss-Oslo.
Foto: Anders Beer Wilse
- Kanalen og broen  i 1930'erne
Postkort: Nasjonalbibliotekets bildesamling
- Kanalbren i 1950-erne. Kajanlæg for Bastøyfærgen ses for enden af kanalen.
Postkort: Nasjonalbiblioteket